# الشبيكة (أسوان)
قرية الشبيكة هي إحدى القرى التابعة لمركز كوم أمبو في محافظة أسوان في جمهورية مصر العربية.